# Patrialis Akbar
Patrialis Akbar (ur. 31 października 1958 w Padangu) – indonezyjski prawnik i polityk.
Studiował prawo na Universitas Muhammadiyah Jakarta, po zakończeniu edukacji otworzył praktykę adwokacką. W wyborach parlamentarnych z 1999 i 2004 uzyskiwał mandat deputowanego do Izby Reprezentantów Regionów jako reprezentant Partii Mandatu Narodowego. W wyborach parlamentarnych z kwietnia 2009 bez powodzenia ubiegał się o reelekcję. 22 października 2009 został powołany na stanowisko ministra sprawiedliwości i praw człowieka w drugim gabinecie Susilo Bambang Yudhoyono. Pełnił tę funkcję do 19 października 2011.